# Pretioscopus africanus
Pretioscopus africanus är en insektsart som beskrevs av Webb 1976. Pretioscopus africanus ingår i släktet Pretioscopus och familjen dvärgstritar. Inga underarter finns listade i Catalogue of Life.